# Antonino Salvatore Germanà
Antonino Salvatore Germanà, detto Nino (Messina, 12 aprile 1976), è un politico italiano.

## Biografia
Nato il 12 aprile 1976 a Messina, in una famiglia agiata della borghesia terriera siciliana originaria di Brolo (ME), figlio di Basilio Germanà, parlamentare di Forza Italia dal 1994 al 2006.
Dopo aver coordinato la segreteria del padre Basilio, aderisce a Forza Italia nel 1995.
Il 17 aprile 2007 viene nominato assessore alla Pubblica Istruzione, Pianificazione e Manutenzione scolastica nella giunta provinciale di Messina presieduta da Salvatore Leonardi, carica che mantiene fino alle dimissioni rassegnate il 13 giugno 2008.
Alle elezioni politiche del 2008 viene eletto alla Camera dei Deputati, tra le file del Popolo della Libertà nella circoscrizione Sicilia 2.
Alle elezioni regionali in Sicilia del 2012 si candida tra le liste del PdL, nella mozione di Nello Musumeci, venendo eletto con 8.502 preferenze nella circoscrizione di Messina all'Assemblea regionale siciliana. Il 7 dicembre 2012 successivo rassegna pertanto le dimissioni dalla carica di deputato nazionale.
Il 16 novembre 2013, con la sospensione delle attività del Popolo della Libertà, aderisce al Nuovo Centrodestra guidato da Angelino Alfano.
Alle elezioni europee del 2014 è candidato al Parlamento europeo, nella circoscrizione Italia insulare, nella lista congiunta Nuovo Centrodestra - Unione di Centro dove, pur raccogliendo 23.603 preferenze, non viene eletto.
Il 18 marzo 2017, con lo scioglimento del Nuovo Centrodestra e la fondazione del suo successore Alternativa Popolare (AP) con le stesse ideologie, confluisce nel partito, tuttavia il 18 settembre dello stesso anno abbandona AP per tornare in Forza Italia, con cui viene ricandidato all'ARS alle elezioni regionali del 5 novembre, ma nonostante le 11.000 preferenze raccolte risulta il primo dei non eletti.
Alle elezioni politiche del 2018 viene rieletto alla Camera dei Deputati, nelle liste di Forza Italia nella circoscrizione Sicilia 2. Nel dicembre 2019 gli viene proposta la nomina a responsabile enti locali di FI per il Sud, che rifiuta. 

Il 26 maggio 2020, dopo aver lasciato Forza Italia, si iscrive alla componente del gruppo misto "Noi con l'Italia-USEI-Cambiamo!-Alleanza di Centro". Nell'aprile 2021 passa al gruppo parlamentare della Lega ed aderisce al partito di Matteo Salvini.
Alle elezioni politiche anticipate del 2022 viene candidato per il Senato come capolista nel collegio plurinominale Sicilia 02, risultando eletto a palazzo Madama.
Alle elezioni europee del 2024 è candidato tra le file della Lega in quarta posizione nella circoscrizione insulare. Con circa 14.000 preferenze raccolte si piazza quinto senza essere eletto.
È consigliere della Fondazione Italia USA.